# Kulen Vakuf
Kulen Vakuf (v srbské cyrilici Кулен Вакуф) je sídlo v západní části Bosny a Hercegoviny, administrativně spadající pod město Bihać. Nachází se v údolí řeky Uny, u hranice s Chorvatskem. V roce 2013 zde žilo 457 obyvatel.
Oblast kolem Kulen Vakuf byla osídlena již v době bronzové. Důkazem toho jsou archeologické nálezy z tohoto období. V době existence Římské říše zde existovala osada s názvem Cleuna. Díky své poloze na Vojenské hranici a na přechodu přes řeku Unu měl Kulen Vakuf během osmanské nadvlády nad Bosnou velký strategický význam. Dne 19. května 1835 zde došlo ke střetu mezi osmanskými a rakouskými jednotkami. V roce 1878 bylo město několikrát svědkem bojů při příchodu rakouské armády. V září 1941 zde během druhé světové války došlo k vyvražďování bosenského obyvatelstva.
Mezi kulturní památky v okolí Kulen Vakufu patří zřícenina hradu Ostrovica.
Mezi známé rodáky z Kulen Vakufu patřili Mehmed-beg Kulenović, Osman Kulenović, Mustafa Hilmi Hadžiomerović a další.

## Geografie
Obec se nachází asi 3 km od hranic v malé kotlině patřící k údolí řeky Uny. Hory obklopující vesnici se na obou stranách zvedají do výšky více než 1100 m. Většina obce (včetně centra) se nachází na levém břehu, jižně od řeky. Kulen Vakuf leží asi 40 km jihovýchodně od Bihaće a 20 km západně od Bosanského Petrovce.

## Historie
Oblast kolem Kulen Vakuf byla osídlena již v době bronzové. V římské době se místo nazývalo Cleuna. Díky své poloze na vojenské hranici a u přechodu přes řeku Unu měl Kulen Vakuf v době osmanské nadvlády nad Bosnou velký strategický význam. Dne 19. května 1835 se zde odehrála bitva mezi osmanskými a rakouskými vojsky. V roce 1878 byla vesnice několikrát vypálena v bojích o obsazení země Rakousko-Uherskem. V září 1941 došlo v Kulen Vakufu k masakru místních muslimů jednotkami četniků jako odplata za násilnosti spáchané ustašovci. Bylo při něm zavražděno přes 1000 lidí.

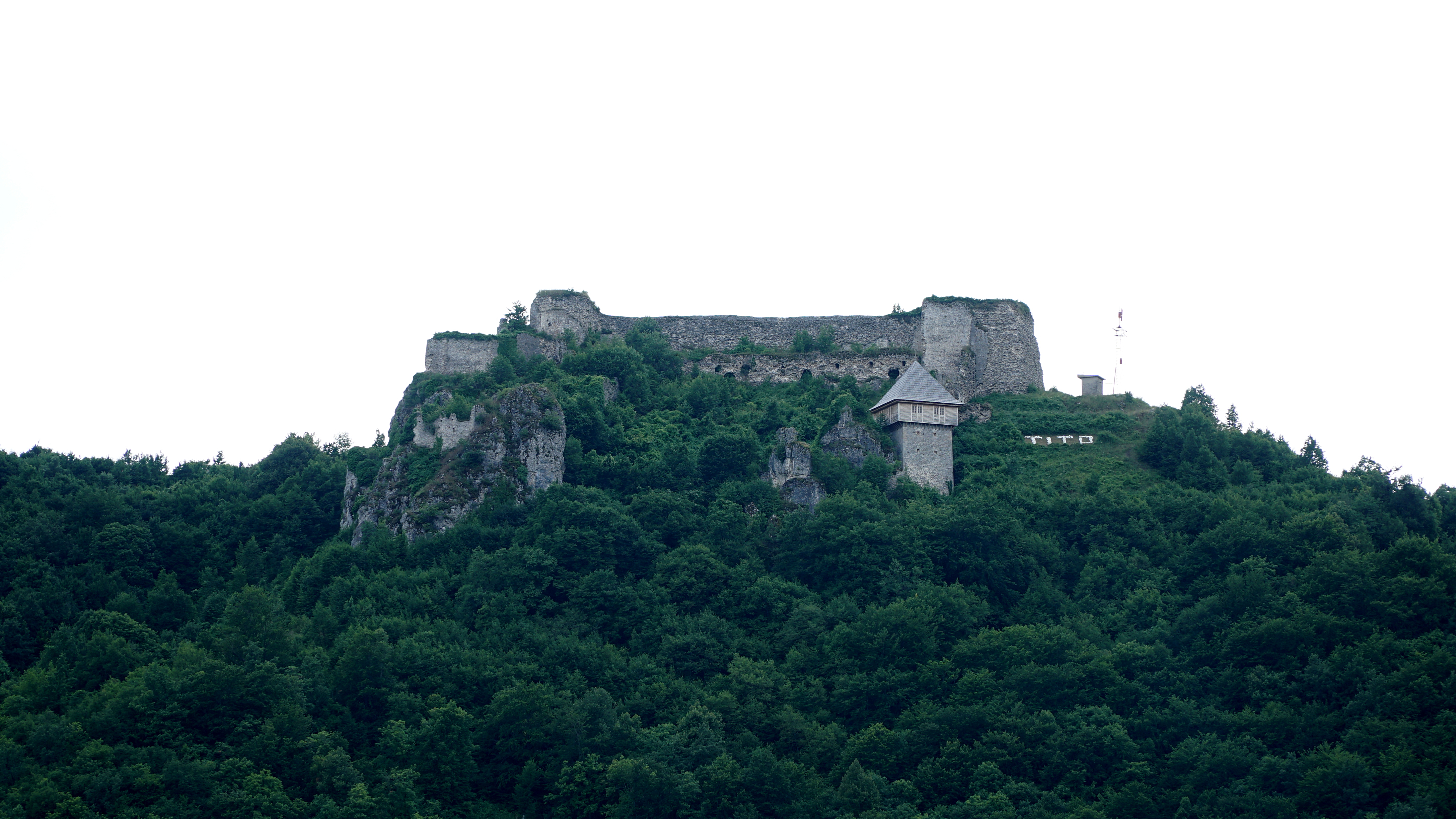
Zřícenina hradu Ostrovica

### Bosenská válka

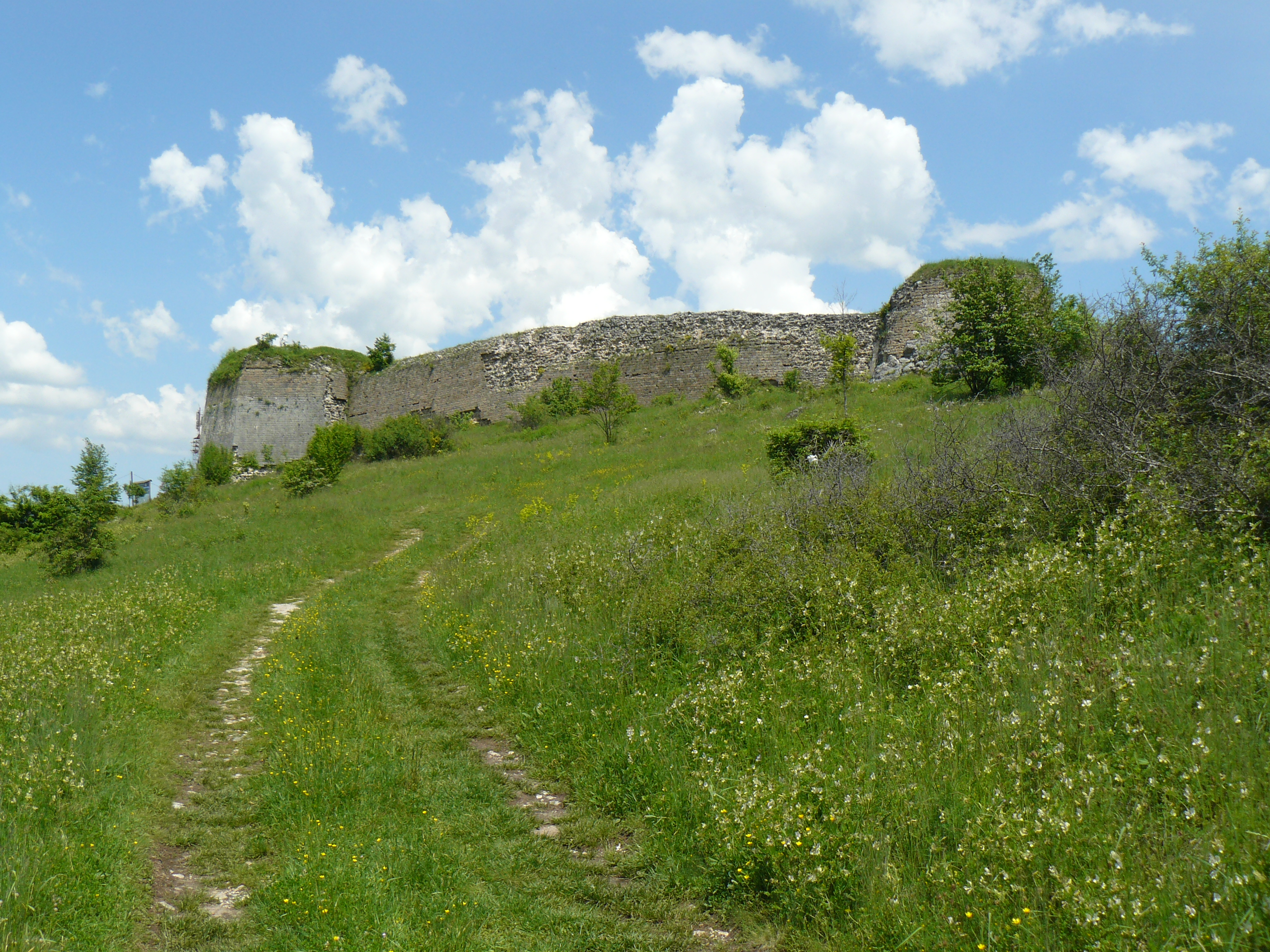
Cesta k Starému gradu Ostrovica

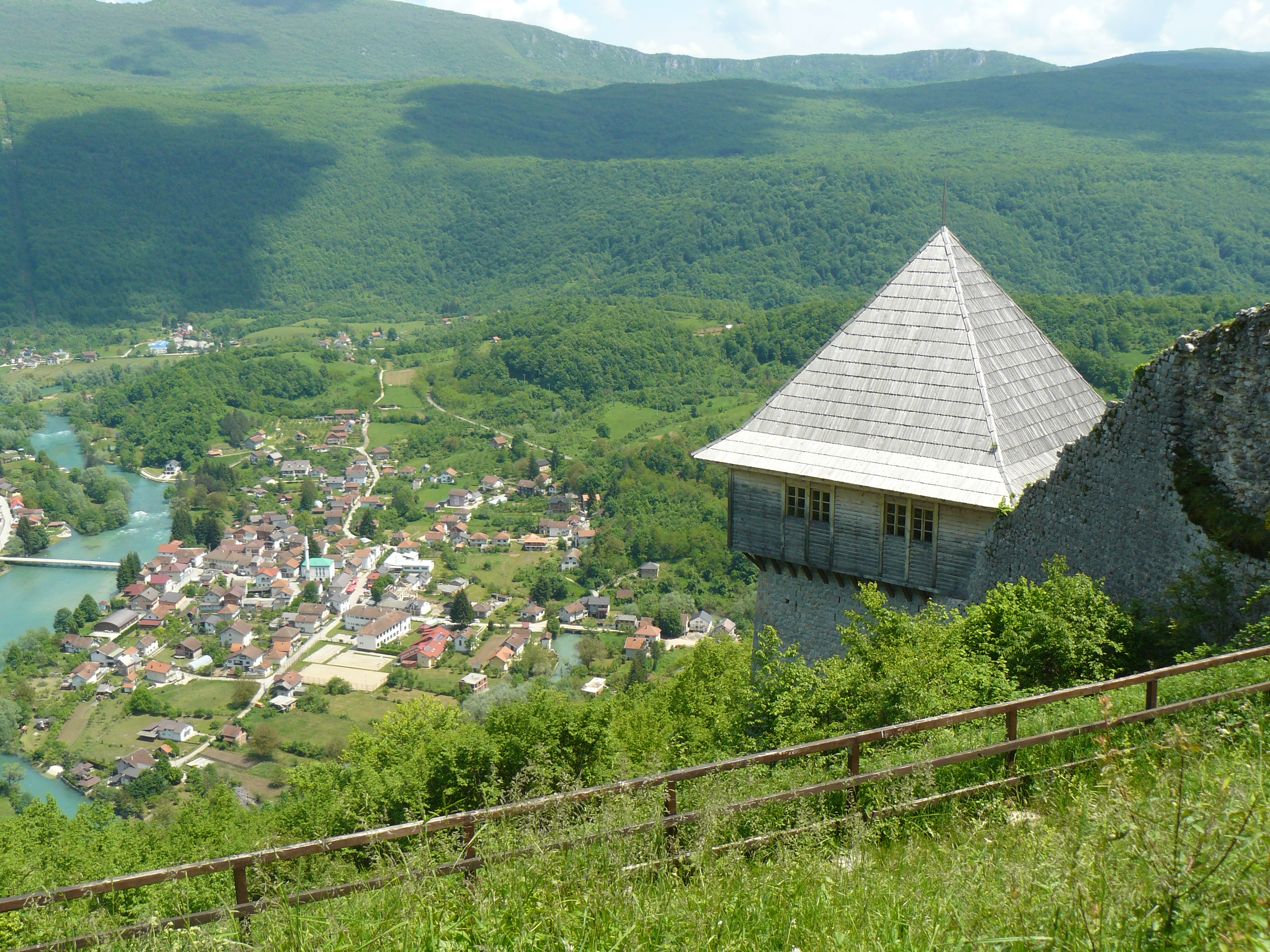
Výhled z hradu Ostrovica na Kulen Vakuf

Dne 29. října 1994 postoupily bosenské jednotky pod vedením generála Dudakoviće ke Kulen Vakufu. Do 6. listopadu se však Srbům podařilo město znovu dobýt. Během srbské okupace se místo nazývalo Srbobran, aby se zabránilo původnímu tureckému názvu. Při poslední velké operaci ARBiH byl Kulen Vakuf znovu dobyt 14. září 1995. Daytonskou smlouvou se stalo součástí Federace Bosny a Hercegoviny.

## Kultura a památky
Nad obcí se tyčí zřícenina hradu Ostrovica (ze slovanského ostr - ostrý), který je jedním z největších opevnění v regionu. Charakteristické pro samotnou vesnici jsou terasy domů na březích spočívající na kůlech nad Unou. Podobné prvky se nacházejí i v Bihaći a Bosanské Krupě. V centru obce se nachází mešita.

## Ekonomika
Kulen Vakuf je skromné turistické centrum na horním toku Uny. Ubytovává se zde většina místních i zahraničních hostů, kteří do regionu přijíždějí za vodními sporty nebo muškařením.

### Doprava
Na sever vede asfaltová silnice přes Orašac k magistrále č. 5 do Bihaće. Nezpevněná, ale snadno sjízdná šotolinová cesta vede do obce Martin Brod, 10 km jižně, u vstupu do soutěsky Unac.

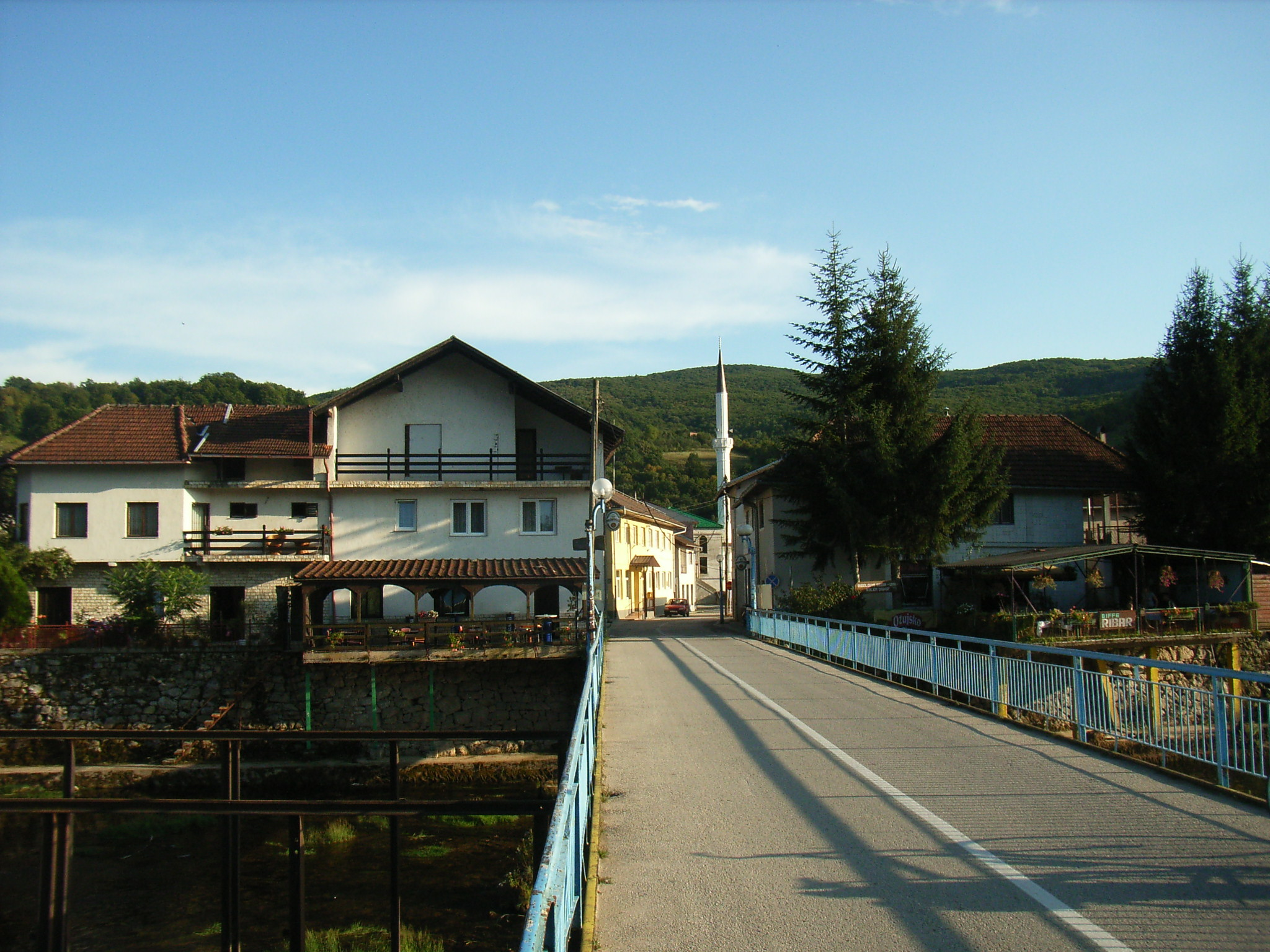
Most přes řeku Unu

V obci se nachází železniční stanice na Unské dráze, kam však v současnosti nejezdí osobní vlaky (od roku 2016).